# Andrzej Kisza
Andrzej Kisza (ur. 10 lutego 1922 w Skoczowie, zm. 6 września 1996 we Wrocławiu) – polski prawnik i adwokat, nauczyciel akademicki, działacz polityczny.

## Życiorys
Urodził się 10 lutego 1922 w Skoczowie. Studiował prawo na Uniwersytecie Jagiellońskim, potem na Uniwersytecie Wrocławskim, gdzie był również asystentem. Na Uniwersytecie Wrocławskim obronił w 1950 pracę doktorską Culpa in contrahendo napisaną pod kierunkiem Jana Gwiazdomorskiego.
Sekretarz Okręgowej Rady Adwokackiej we Wrocławiu, autor prac z dziedziny etyki, historii i prawa, m.in. „Historii adwokatury polskiej” (1995, wraz z Romanem Łyczywkiem i Zdzisławem Krzemińskim). Prekursor zastosowań cybernetyki i informatyki w naukach prawnych (autor m.in. pracy „Model cybernetyczny powstawania i działania prawa”, Ossolineum, Wrocław, 1970).
W czasie stanu wojennego w Polsce współdziałał z podziemnymi strukturami „Solidarności”, m.in. jako łącznik z Europą Zachodnią. Przewodniczący Rady Synodalnej Kościoła Ewangelicko-Augsburskiego, wiceprzewodniczący wrocławskiego Zarządu Wojewódzkiego Unii Chrześcijańsko-Społecznej „Akcja Ekumeniczna”.
Zmarł 6 września 1996 we Wrocławiu.
Jego żoną (od 1950) była Aranka Kiszyna (córka płk. Rudolfa Ostrihansky’ego), również adwokat; miał z nią dwie córki: Marię i Agnieszkę.
Został pochowany w rodzinnym grobowcu na cmentarzu ewangelicko-augsburskim w Skoczowie.